# Línea M-115 (Área de Málaga)
La línea M-115 es una ruta de transporte público en autobús del Consorcio de Transporte Metropolitano del Área de Málaga. Une el centro de Málaga con Benalmádena Costa en servicio directo; esto es, sin hacer parada en el municipio intermedio de Torremolinos, lo cual acorta la duración del viaje en comparación con la línea M-110.
| Línea | Trayecto                           | Recorrido y Horarios | Plano |
| ----- | ---------------------------------- | -------------------- | ----- |
| M-115 | Málaga-Benalmádena Costa (Directo) | Recorrido y Horarios | Plano |